# Braloştiţa
Braloştiţa es una comuna ubicada en el distrito de Dolj, Rumania.

## Superficie
Posee una superficie de 40,57 kilómetros cuadrados.

## Demografía
Hasta 2021 la población era de 3602 habitantes, con una densidad de población de 88,78 habitantes por kilómetro cuadrado.